# Enzo Mastropietro
Enzo Mastropietro, detto Enzetto (Roma, 14 giugno 1956), è un mafioso italiano, ed esponente dell'organizzazione mafiosa romana Banda della Magliana.

## Biografia
Frequentatore dell'ambiente malavitoso dei quartieri romani del Trullo e della Magliana, il primo reato a suo carico, una rapina, risale addirittura al 1971. Fin da giovane si unisce alle batterie dedite alle rapine che gravitano attorno alla figura del boss Maurizio Abbatino, del quale è cognato.
Nel 1977 entra a far parte del nucleo storico della Banda della Magliana, coinvolto nel progetto criminale dallo stesso Abbatino. Nella suddivisione del territorio per lo smercio della droga insieme ad Abbatino e altri controllò le zone Eur, Magliana e Monteverde.
Nel febbraio del 1979 una retata notturna porta in carcere, con l’accusa di sequestro di persona e riciclaggio, 29 persone tra cui Abbatino, Giuseppucci, Toscano, Mastropietro, Danesi e D’Ortenzi ma tutti nel giro di poco vengono rimessi in libertà.
Solo con il pentimento di Abbatino si arriverà a una svolta per l’omicidio Grazioli con il processo del 1995.
In seguito alle dichiarazioni del pentito Abbatino, nel maxiprocesso contro la Banda, la Prima corte di Assise di Appello, il 27 febbraio del 1998 viene condannato a 30 anni di reclusione.
Dopo una lunga latitanza, il 14 luglio 1999, viene catturato a Ibiza, mentre si preparava a partire per il Sud America.